# Гружа (река)
Гружа је река која извире на јужним падинама планине Рудник, испод Великог Виса. Дужина тока Груже је 75 километара. Гружа је притока Западне Мораве, а тече у правцу запад – исток. Њене највеће притоке су: Речица, Црнућа река и Враћевшничка река.
Река Гружа је једна од најдужих и водом најбогатијих река Шумадије. На њој се налази брана у општини Кнић, где настаје Гружанско језеро. Ово језеро још називају и шумадијским морем. Гружа, заједно са језером, богата је шараном, штуком, сомом, бабушком, бандаром, девериком итд.
Река често проузрокује поплаве у насељеним местима, али се овај проблем решава последњих година чишћењем њеног корита.
Река Гружа припада црноморском сливу.